# XI Nacional de Clubes de Sóftbol 2010
El XI Nacional de Clubes de Sóftbol 2010, Campeonato Nacional de Clubes de Sóftbol se realiza en 2010 en Paraná, Entre Ríos; en las instalaciones del Plumazo, Estadio Preolímpico, Don Bosco, Talleres y CPEF N.º 5.
El Campeón resultó Patronato de Paraná

## ZONA CAMPEONATO
| Pos | Equipo                                                  | Ciudad       | Dato                         |
| --- | ------------------------------------------------------- | ------------ | ---------------------------- |
| 1   | Club Atlético Patronato                                 | Paraná       | CAMPEÓN                      |
| 2   | Centro Provincial de Educación Física N.º 5, CPEF N.º 5 | Paraná       |                              |
| 3   | Club Atlético Estudiantes                               | Paraná       |                              |
| 4   | Centro de Exalumnos de Don Bosco                        | Paraná       |                              |
| 5   | Pilar Sóftbol                                           | Pilar        |                              |
| 6   | Club Atlético Liniers                                   | Bahía Blanca |                              |
| 7   | Representativo del Municipio de Morón                   | Morón        | Descendió a Zona Ascenso XII |
| 8   | Club Atlético Talleres                                  | Paraná       | Descendió a Zona Ascenso XII |

## ZONA ASCENSO
| Pos | Equipo            | Ciudad       | Dato                           |
| --- | ----------------- | ------------ | ------------------------------ |
| 1   | Club Los Indios   | Bahía Blanca | Asciende a Zona Campeonato XII |
| 2   | Club El Nacional  | Bahía Blanca | Asciende a Zona Campeonato XII |
| 3   | Pilar Sóftbol II  | Pilar        |                                |
| 4   | Sarmiento Sóftbol | Santa Rosa   |                                |
| 5   | A.T.S.A.          | Paraná       | Desciende Zona Promoción XII   |
| 6   | Club All Boys     | Santa Rosa   | Desciende Zona Promoción XII   |

## ZONA PROMOCIÓN
| Pos | Equipo                                  | Ciudad                | Dato                        |
| --- | --------------------------------------- | --------------------- | --------------------------- |
| 1   | Círculo Sóftbol Club                    | Santiago del Estero   | Asciende Zona Ascenso XII   |
| 2   | Club de Softbol Mayu                    | Santa Rosa            | Asciende Zona Ascenso XII   |
| 3   | Club Náutico Hacoaj                     | Tigre                 |                             |
| 4   | Asociación Civil Indios Softbol         | San Miguel de Tucumán |                             |
| 5   | Club Universidad Nacional de Cuyo       | Mendoza               | Desciende Zona Estímulo XII |
| 6   | Club Universidad Nacional de Río Cuarto | Río Cuarto            | Desciende Zona Estímulo XII |

## ZONA ESTÍMULO GRUPO A
| Pos | Equipo                                 | Ciudad                | Dato                        |
| --- | -------------------------------------- | --------------------- | --------------------------- |
| 1   | Centro de Educación Física, CEF N.º 18 | San Miguel de Tucumán | Asciende Zona Promoción XII |
| 2   | A.T.S.A. 2                             | Paraná                |                             |
| 3   | Club Estudiantes Softbol               | Corrientes            |                             |
| 4   | Centro de Educación Física, CEF N.º 1  | Neuquén               |                             |
| 5   | Club Celta                             | San Miguel de Tucumán |                             |

## ZONA ESTÍMULO GRUPO B
| Pos | Equipo                     | Ciudad              | Dato                        |
| --- | -------------------------- | ------------------- | --------------------------- |
| 1   | Banco de Mendoza           | Mendoza             | Asciende Zona Promoción XII |
| 2   | Los Caranchos Sóftbol Club | Santiago del Estero |                             |
| 3   | Club Atlético Talleres 2   | Paraná              |                             |
| 4   | Sóftbol Jeppener Club      | La Plata            |                             |
| 5   | Club Cuervos               | Córdoba             |                             |
| 6   | Club Isotopos              | Neuquén             |                             |

- Campeonato Nacional de Clubes de Sóftbol Argentino